# Жуковка (Ульяновська область)
Жуковка (рос. Жуковка) — присілок в Базарносизганському районі Ульяновської області Російської Федерації.
Населення становить 40 осіб. Входить до складу муніципального утворення Папузинське сільське поселення.

## Історія
Від 2004 року входить до складу муніципального утворення Папузинське сільське поселення.

## Населення
| 2010 |
| ---- |
| 40   |